# Ghazi Salah
Ghazi Faisal Salah (ar. غازي فيصل صلاح; ur. 1965) – iracki zapaśnik walczący w stylu klasycznym. Olimpijczyk z Seulu 1988, gdzie zajął szóste miejsce w wadze koguciej.
Wicemistrz igrzysk panarabskich w 1985.
Brązowy medalista mistrzostw Azji w 1987 i 1989 roku.

## Letnie Igrzyska Olimpijskie 1988
| Konkurencja          | Rundy eliminacyjne   | Rundy eliminacyjne      | Rundy eliminacyjne | Rundy eliminacyjne  | Rundy eliminacyjne    | Finały                | Klas. końcowa |
| Konkurencja          | Przeciwnik I         | Przeciwnik II           | Przeciwnik III     | Przeciwnik IV       | Przeciwnik V          | o 5. miejsce          | Miejsce       |
| -------------------- | -------------------- | ----------------------- | ------------------ | ------------------- | --------------------- | --------------------- | ------------- |
| 57 kg styl klasyczny | Adrián Ponce (MEX) Z | Patrice Mourier (FRA) Z | wolny los Z        | András Sike (HUN) P | Yang Changcen (CHN) P | Heo Byeong-ho (KOR) P | 6.            |